# The Creatures (gruppo musicale britannico)
The Creatures sono stati un gruppo musicale britannico formatosi nel 1981, composto dall'ex cantante di Siouxsie and the Banshees, Siouxsie Sioux, e dall'ex batterista, Budgie. Con lo scioglimento di Siouxsie and the Banshees, nel 1996, i Creatures progrediscono da un progetto occasionale a un'occupazione a tempo pieno. Il duo voce e batteria ha pubblicato quattro album in studio: Feast nel 1983, Boomerang, nel 1989, Anima Animus nel 1999 e Hái! nel 2003.
Con Feast, il gruppo si immergeva nell'exotica. Su Boomerang, hanno aggiunto un'atmosfera spagnola alla loro musica, con elementi di flamenco, blues e jazz. Alla fine del 1990, hanno sviluppato un suono più urbano; il Times ha poi descritto la loro musica come "avventuroso art rock costruito attorno alla straordinaria voce di Siouxsie e alle percussioni del batterista Budgie". Nell'ultimo lavoro, sono tornati alle loro radici, dirigendosi intanto verso oriente, con un inno al minimalismo giapponese. Si sono sciolti nel 2005.
La loro musica è stata acclamata da Jeff Buckley e PJ Harvey.

## Storia del gruppo

### Il periodo diWild Things(1981)
Inizialmente, i Creatures (la cantante Siouxsie Sioux e il batterista Budgie), si configurarono come un progetto parallelo ai Banshees (che rimasero il gruppo principale) durante la registrazione dell'album Juju. Durante una sessione, scoprirono per caso che la combinazione di voce solo e batteria era adatta alla traccia But Not Them. Una sessione in studio fu organizzata con lo scopo di registrare cinque canzoni. La loro prima pubblicazione fu l'EP Wild Things, che si caratterizzava subito per un sound più primitivo e più basato sulle percussioni rispetto a quello dei Banshees. La canzone che dava il titolo all'EP era una cover di un successo dei The Troggs, gli altri pezzi erano composizioni dei Creatures e si intitolavano Mad Eyed Screamer, So Unreal, But Not Them, Thumb. L'immagine di copertina, che presentava Siouxsie e Budgie quasi nudi in una doccia (in una scena ispirata al film Psyco), e un'altra foto di Siouxsie nuda immersa nell'acqua e circondata da fiori, ispirata al dipinto Ofelia di John Everett Millais, suscitarono scandalo. L'EP raggiunse la posizione n. 24 della classifica dei singoli britannici e la coppia ha eseguito Mad Eyed Screamer a Top of the Pops.

### Il periodo diFeast(1983)
Nel 1983, in un periodo di pausa per i Banshees, mentre l'altro componente del gruppo, Steven Severin, lavorava assieme a Robert Smith al progetto The Glove, Siouxsie e Budgie tornarono in studio e registrarono il primo album completo dei Creatures, Feast. La band decise dove registrare l'album inserendo in modo casuale uno spillo su un mappamondo. Il risultato furono le Hawaii, che portò i Lamalani Hula Academy Hawaiian Chanters ad essere presenti in alcuni brani. Musicalmente, l'album è stato intriso di exotica e sfondi tropicali. Nella settimana di pubblicazione, la band era sulla copertina del Melody Maker e di NME. Il Melody Maker ha descritto Feast come "un album di brillantezza filtrata, creativo, sensuale ed erotico". L'album raggiunse il n ° 17 della classifica britannica. Il singolo di successo Miss the Girl ha preso l'ispirazione dal libro Crash di J. G. Ballard. Poco dopo l'uscita dalle classifiche, un seguito, Right Now, fu registrato, una canzone inizialmente eseguita da Mel Tormé. I Creatures l'hanno rinnovata con l'aggiunta di una sezione di fiati, e divenne il loro singolo di maggior successo, raggiungendo la top 15.

### Il periodo diBoomerang(1989-1990)
Dopo sei anni di silenzio dei Creatures e di frenetica attività dei Banshees, i due andarono in un fienile in pietra a Jerez, in Andalusia, Spagna, per registrare l'album Boomerang. Gli arrangiamenti dei fiati sono stati utilizzati in alcuni brani e Anton Corbijn fece delle foto a colori per la copertina. Il disco fu accolto favorevolmente dalla critica musicale e da molti considerato come il coronamento di Siouxsie e Budgie come Creatures, anche se poco fortunato commercialmente. A differenza di Feast, più scarno ed essenziale, Boomerang aveva un sound più esotico e variegato, grazie anche alla collaborazione di molti musicisti. Il NME scrisse: "È un paesaggio ricco e inquietante di esotismi". Una delle canzoni più blues di Boomerang, Killing Time, è stata poi una cover dal vivo di Jeff Buckley. Alla fine del 1989, i Creatures fecero l'esordio in diretta sulla tv britannica e poco dopo andarono in tour per la prima volta, attraversando l'Europa e il Nord America. Nel 2012, il brano jazzato You! sarebbe stato utilizzato da due ballerini del programma televisivo statunitense So You Think You Can Dance.

### La collaborazione con John Cale e l'EPEraser Cut(1996-1998)
Nel 1996 i Banshees si sciolsero, e intanto Siouxsie e Budgie avevano già cominciato a comporre nuovo materiale (i due si erano nel frattempo sposati nel 1991). Nel 1997 pubblicarono la compilation A Bestiary Of, che riuniva assieme l'ormai fuori catalogo Wild Things e l'album Feast, oltre a tutte le B-side di quel periodo, accolto con grande favore dai fan.
Nel febbraio 1998, l'ex membro dei Velvet Underground John Cale, che sta organizzando il festival With a Little Help from My Friends al Paradiso di Amsterdam, contattò i Creatures per una collaborazione. Il concerto, sulla televisione nazionale olandese, presentò un brano inedito dei Creatures, Murdering Mouth, composta per l'occasione e cantata in duetto con Cale. Quella notte, i Creatures suonarono anche in anteprima una versione orchestrale dal vivo di I Was Me. Da giugno ad agosto, la coppia fece un tour del Nord America come un doppio spettacolo con Cale, suonando del materiale ancora inedito.
Durante tale periodo, Siouxsie e Budgie crearono la propria etichetta, la Sioux Records, e diventarono indipendenti. Sad Cunt, un singolo a sé stante, fu offerto agli spettatori di due concerti di prova a Londra nel maggio prima del tour nordamericano. Un EP, Eraser Cut (anagramma dei Creatures), uscì poi a luglio. Nel mese di ottobre, promossero il singolo 2nd Floor con un video girato in bianco e nero.

### Il periodo diAnima Animus(1999-2002)
Il successivo album in studio, Anima Animus, uscì all'inizio del 1999, e segnò una decisiva svolta verso la musica elettronica e la Drum and bass: le reazioni dei fan furono ambivalenti, e l'album raggiunse solo la posizione n. 79 delle classifiche britanniche. L'EP Eraser Cut (anagramma di The Creatures), comprendente i pezzi Pinned Down, Guillotine, Thank You e Slipping Away, non andò meglio. Gli album dal vivo Zulu (registrato a Londra nel 1998) e Sequins in the Sun (registrato a Glastonbury nel 1999), destinati esclusivamente ai membri del fan club, furono pubblicati nel 1999 e 2000 e andarono esauriti in breve tempo.
I Creatures rielaborarono la loro canzone Another Planet per la colonna sonora del film Lost in Space e scrissero Don't Go to Sleep Without Me per quella di The Blair Witch Project; collaborarono con Marc Almond nella canzone Threat of Love, contenuta nel suo album Open All Night.
Alla fine del 1999 uscì l'album di remix Hybrids, cui collaborarono, tra gli altri, Howie B, The Beloved e A1 People. Negli anni successivi i Creatures pubblicarono tre CD da una traccia (Murdering Mouth dal vivo, Rocket Ship and Red Wrapping Paper), destinati ai membri del fan club.
La compilation di brani inediti U.S. Retrace, destinata esclusivamente al mercato americano, presentava pezzi scartati da Anima Animus e B-side.

### Il periodo diHái!(2003-2004)
Siouxsie e Budgie tornarono con un nuovo album, Hái!, nel 2003. Le sessioni di batteria furono registrate in Giappone meno di 24 ore dopo che i Banshees avevano completato la reunion per il tour di The Seven Year Itch. Budgie collaborò col batterista giapponese di taiko Leonard Eto (prima con i Drummers Koto), e i duetti e le improvvisazioni fra loro fornirono il materiale di base per le canzoni. Il resto delle sessioni furono fatte in Francia per un periodo di diversi mesi. Il singolo estratto, Godzilla!, ottenne un discreto successo e raggiunse la posizione n. 53 in Gran Bretagna e le recensioni per Hái! furono positive. Il brano di apertura Say Yes fu utilizzato per i trailer della stagione 2004 dei Soprano.
Sempre nel 2003, Siouxsie collaborò come cantante e paroliere con i Basement Jaxx nella canzone Cish Cash. Fu inclusa nell'album Kish Kash, che vinse il premio come miglior album dance/elettronico al 47° Grammy Award.
Nel 2004, Siouxsie andò in tournée per la prima volta come solista, ma con Budgie ancora come batterista e arrangiatore musicale. Le scalette combinarono canzoni dei Banshees e dei Creatures. Un DVD dal vivo intitolato Dreamshow documentò l'ultimo concerto di Londra del settembre 2004 eseguito con il Millennia Ensemble. Pubblicato nell'agosto 2005, questo DVD ha raggiunto il n ° 1 delle classifiche di DVD musicali.
Dreamshow è stata l'ultima uscita della coppia. Nel 2007, durante la promozione del suo primo album da solista, Mantaray, Siouxsie ha reso noto che lei e Budgie hanno divorziato, decretando così la probabile fine del progetto Creatures.

## Formazione
- Siouxsie Sioux - voce
- Budgie - percussioni

## Discografia

### Album in studio
- 1983 - Feast (Polydor/Wonderland, LP, CD)
- 1989 - Boomerang (Polydor/Wonderland, LP, CD)
- 1999 - Anima Animus (Sioux Records, 2x10", CD)
- 2003 - Hái! (Sioux Records, 2 LP, CD)

### Album dal vivo
- 1999 - Zulu (Sioux Records, CD) live a Londra, 1998
- 2000 - Sequins in the Sun (Sioux Records, CD) live a Glastonbury 1999
- 2006 - Utrecht Tivoli 06/03/90 (Sioux Records, CD)

### Raccolte
- 1997 - A Bestiary Of contiene l'album Feast, l'EP Wildthings e il singolo Right Now
- 1999 - Hybrids (Hydrogen Dukebox, 2 LP+7", CD) remix
- 2000 - U.S. Retrace (CD) contiene l'EP Eraser Cut e i lati B

### EP
- 1981 - Wild Things (Polydor, 2x7")
- 1998 - Eraser Cut (Sioux Records, 10", CDsingle)

### Singoli
| Anno | Singolo         | Posizione massima | Posizione massima | Album              |
| Anno | Singolo         | UK                | USA Alt           | Album              |
| ---- | --------------- | ----------------- | ----------------- | ------------------ |
| 1983 | Miss the Girl   | 21                |                   | Feast              |
| 1983 | Right Now       | 14                |                   | Brano non in album |
| 1989 | Standing There  | 53                | 4                 | Boomerang          |
| 1990 | Fury Eyes       | 81                | 12                | Boomerang          |
| 1998 | 2nd Floor       | 93                |                   | Anima Animus       |
| 1999 | Say             | 72                |                   | Anima Animus       |
| 1999 | Prettiest Thing | 87                |                   | Hybrids            |
| 2003 | Godzilla!       | 53                |                   | Hái!               |